# Acentrogobius
Acentrogobius és un gènere de peixos de la família dels gòbids i de l'ordre dels perciformes.

## Taxonomia
- Acentrogobius audax (Smith, 1959)
- Acentrogobius bontii (Bleeker, 1849)
- Acentrogobius caninus (Valenciennes, 1837)[2]
- Acentrogobius chlorostigmatoides (Bleeker, 1849)[3]
- Acentrogobius dayi (Koumans, 1941)[4]
- Acentrogobius ennorensis (Menon & Rema Devi, 1980)[5]
- Acentrogobius griseus (Day, 1876)[6]
- Acentrogobius janthinopterus (Bleeker, 1852)[7]
- Acentrogobius masoni (Day, 1873)[8]
- Acentrogobius multifasciatus (Herre, 1927)[9]
- Acentrogobius pellidebilis (Lee & Kim, 1992)[10]
- Acentrogobius pflaumii (Bleeker, 1853)[11]
- Acentrogobius pyrops (Whitley, 1954)[12]
- Acentrogobius simplex (Sauvage, 1880)[13]
- Acentrogobius suluensis (Herre, 1927)[9]
- Acentrogobius therezieni (Kiener, 1963)[14]
- Acentrogobius viganensis (Steindachner, 1893)[15]
- Acentrogobius viridipunctatus (Valenciennes, 1837)[2][16][17][18][19][20][21]